# Sławomir Majusiak
Sławomir Majusiak (Jarocin, 30 de mayo de 1964 - Ostrów Wielkopolski, 5 de diciembre de 2021) fue un atleta y empresario polaco especializado en la prueba de 5000 m, en la que consiguió ser medallista de bronce europeo en 1990.

## Carrera deportiva
En el Campeonato Europeo de Atletismo de 1990 ganó la medalla de bronce en los 5000 metros, con un tiempo de 13:22.92 segundos, llegando a meta tras el italiano Salvatore Antibo y el británico Gary Staines (plata).